# Potentilla centigrana
Potentilla centigrana là loài thực vật có hoa trong họ Hoa hồng. Loài này được Maxim. miêu tả khoa học đầu tiên năm 1873.

## Hình ảnh

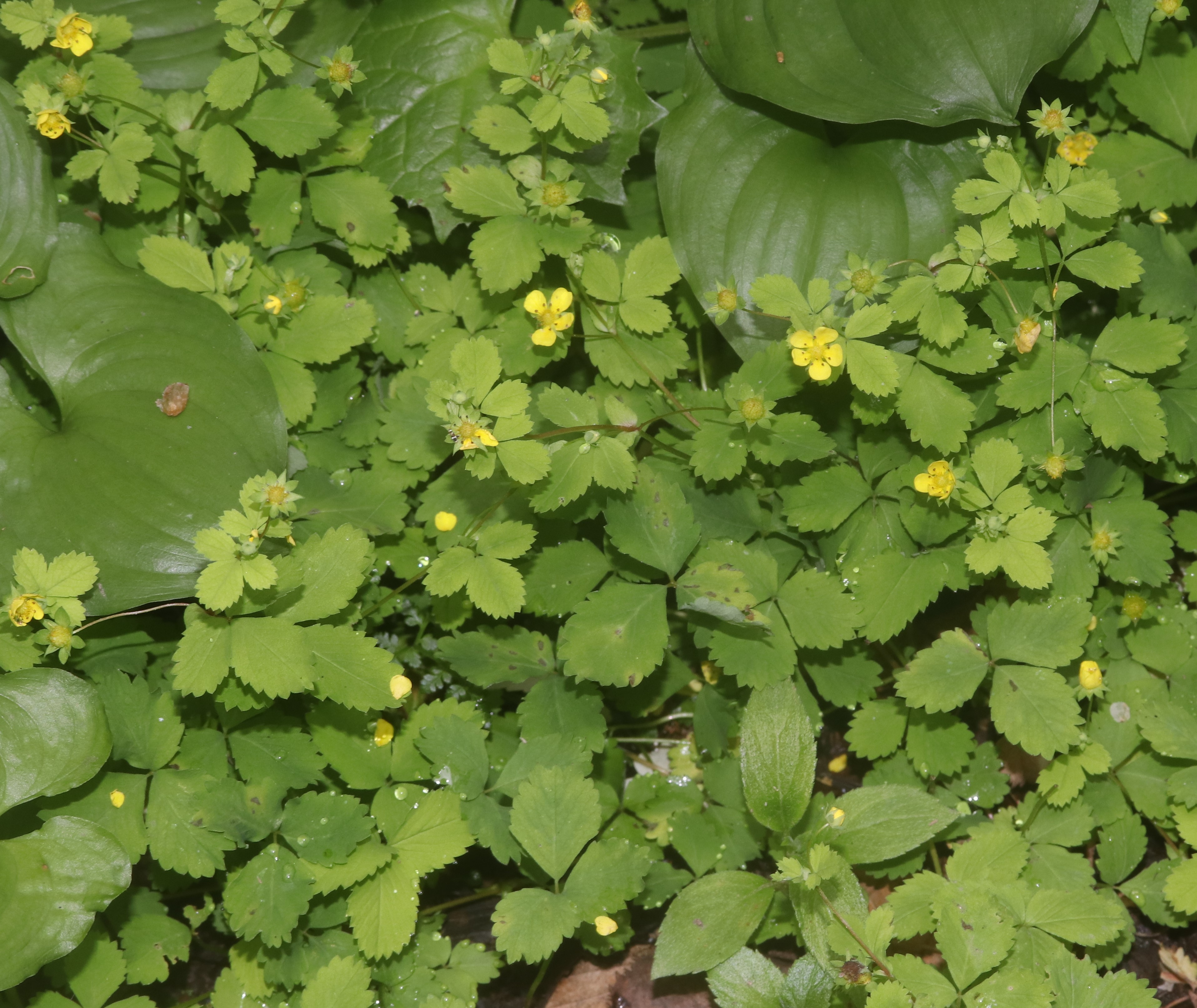